# Glamočani (Srbac)
Pour les articles homonymes, voir Glamočani.
Glamočani (en serbe cyrillique : Гламочани) est un village de Bosnie-Herzégovine. Il est situé dans la municipalité de Srbac et dans la république serbe de Bosnie. Selon les premiers résultats du recensement bosnien de 2013, il compte 594 habitants.

## Démographie

### Évolution historique de la population dans la localité
| 1948 | 1953 | 1961 | 1971 | 1981 | 1991 | 2013 |
| ---- | ---- | ---- | ---- | ---- | ---- | ---- |
| 882  | 823  | 506  | 589  | 608  | 615  | 594  |

|  |